# أنيتا بروكنر
أنيتا بروكنر Anita Brookner (16 يوليو 1928 – 10 مارس 2016) روائية ومؤرخة فن إنجليزية.
عملت أستاذة للفنون الجميلة في جامعة كامبريدج من عام 1967 إلى 1968، وكانت المرأة الأولى التي تكون أستاذة زائرة.
حصلت على جائزة بوكر الأدبية وجائزة ماكنويل عام 1984 عن روايتها «فندق دو لاك».

## حياتها
ولدت في هيرن هيل وهي ضاحية في لندن. وكانت الطفلة الوحيدة لأبيها نيوسون بروكنر وهو مهاجر يهودي من بولندا، ومودي شيسكا وهي مغنية هاجر جدها من وارسو في بولندا، وأسست مصنع تبغ عمل فيه زوجها بعد الوصول إلى بريطانيا في سن الثامنة عشرة. وتخلت أمها عن الغناء حين تزوجت، ووفقاً لابنتها فقد ظلت حزينة لذلك بقية عمرها. وغيرت مودي لقب العائلة إلى بروكنر بسبب الشعور المعادي للألمان في بريطانيا.
حظيت أنيا بروكنر بطفولة وحيدة، برغم أن جدتها وعمها عاشا مع العائلة وأبويها اليهوديان العلمانيين، فتحا منزلهما للاجئين اليهود الهاربين من الملاحقات النازية خلال عقد الثلاثينات ومن الحرب العالمية الثانية. وقالت ذلك في حوار مع مجلة باريس ريفيو: «لقد قلت أنني أحد أكثر النساء وحدة في لندن».
درست في كلية جيمس آلان للبنات، وهي مدرسة برسوم. وفي عام 1949 حصلت على درجة البكالوريوس في التاريخ من كلية الملك في لندن، وفي عام 1953 على درجة الدكتوراه في تاريخ القن من معهد كورتولد للفن في جامعة لندن. وتحت إشراف أنثوني بلانت الذي كان حينها مديراً لكورتولد، فقد حصلت على درجة دكتوراه عن إطروحة عن الرسام الفرنسي جان بابتيست غروز. ومع ذلك فقد تلقت منحة من الحكومة الفرنسية في عام 1950 إلى مدرسة اللوفر وأنفقت عقداً من الزمن في باريس.

## مسيرتها الأكاديمية
في عام 1967 أصبحت أول امرأة تحصل على أستاذية سلايد للفنون الجميلة في جامعة كامبريدج. وكانت محاضرة زائرة في جامعة ريدينغ من عام 1959 إلى عام 1964 حين أصبحت محاضرة في معهد كورتولد للفن. وترقت إلى درجة «قارئ» في كورتولد في عام 1977، حيث عملت حتى تقاعدها في عام 1988. وبدأت حياتها المهنية كمتخصصة في الفن الفرنسي في القرن الثامن عشر، ولاحقاً امتدت خبرتها إلى المدرسة الرومانسية. وساهمت بمقالات في مجلة أرت ريفيو في نهاية عقد الخمسينات وأوائل عقد الستينات.
ومن بين تلاميذها في كورتولد كان المؤرخ أوليفير بيرغرون، الذي أشرفت على رسالته للتخرج. وكانت زميلاً لكلية الملك في لندن ونيو هول وكذلك في كامبريدج في كلية موراي إدواردز من عام 2008.

## عملها الروائي
نشرت بروكنر أول رواياتها «بداية في الجياة» عام 1981 في سن الثالثة والخمسين. ومن وقتها نشرت رواية كل عام. وكان أسلوبها يلقى الاستحسان. وتستكشف رواياتها موضوعات الخسارة العاطفية وصعوبات التأقلم مع المجتمع، وتصور نساء مثففات من الطبقة المتوسطة، يعانين من العزلة والإحباطات في الحب. والعديد من شخصيات بروكنر هم أطفال من مهاجرين أوروبيين إلى بريطانيا، وبعضهم من أصل يهودي.
أما روايتها الرابعة «فندق دو لاك» عام 1984 فمنحت جائزة بوكر وجائزة ماكونيل في عام توقع الكثيرون فوز رواية «إمبراطورية الشمس» لجي جي بالارد بالجائزة.

## حياتها الخاصة والتكريمات
لم تتزوج بروكنر أبداً لكنها اعتنت بأبويها في شيخوختهما. وعلقت بروكنر في إحدى الحوارات أنها تلقت الكثير من عروض الزواج لكنها رفضتهم كلهم. وماتت في العاشر من مارس في سن السابعة والثمانين. وفي عام 1990 منحت وسام الإمبراطورية البريطانية CBE.

## من رواياتها
- بداية في الحياة – 1981
- فندق دو لاك – 1984

## روابط خارجية
- أنيتا بروكنر على موقع IMDb (الإنجليزية)
- أنيتا بروكنر على موقع الموسوعة البريطانية (الإنجليزية)
- أنيتا بروكنر على موقع إن إن دي بي (الإنجليزية)